# Scymnus americanus
Scymnus americanus är en skalbaggsart som beskrevs av Étienne Mulsant 1850. Scymnus americanus ingår i släktet Scymnus och familjen nyckelpigor. Inga underarter finns listade i Catalogue of Life.